# Chronik der Wende
Die Chronik der Wende ist eine Dokumentationsreihe für die Tage vom 7. Oktober 1989 bis zum 18. März 1990 in der DDR. Sie wurde vom Ostdeutschen Rundfunk Brandenburg 1994 und 1999 produziert und ist als Filmreihe, Hörfunkreihe und Buch verfügbar.

## Fernsehen

### Entwicklungsgeschichte
Die Reihe wurde beginnend mit dem Bericht über den 7. Oktober 1989 seit dem 7. Oktober 1994 täglich mit den Ereignissen des Tages 5 Jahre vorher gesendet.  Die Ausstrahlung endete zunächst mit den Ereignissen des 18. Dezember 1989 am 18. Dezember 1994.
Von Oktober 1999 bis März 2000 gab es eine zweite Ausstrahlung, dieses Mal erweitert bis zu den Ereignissen des 18. März 1990, dem Tag der ersten freien Wahl zur Volkskammer.

### Inhalt und Aufbau
Es gibt insgesamt 163 Teile, die jeweils 15 Minuten lang sind. Diese enthalten verschiedene Informationen zu jeweils einem Tag, wie kurze Ausschnitte aus damaligen Nachrichtensendungen des DDR-Fernsehens, von ARD, ZDF, SFB und RIAS TV. Dazu gibt es jeweils ein Gespräch mit einem aktiv beteiligten Zeitzeugen. Dieser wird immer vor einem Fenster gezeigt, das als Symbol auch im Abspann der Serie erscheint.

### Sendewiederholungen
Eine dritte Ausstrahlung erfolgte 2004/2005.
Zwischen dem 7. Oktober 2009 und dem 18. März 2010 wurde die Reihe anlässlich von "20 Jahren Mauerfall" nochmals in den Nachtstunden vom RBB ausgestrahlt. Im Frühprogramm des RBB erfolgten 2014/2015 zum 25. und 2019/2020 zum 30. Jahrestag der Wende weitere Wiederholungen. In den Jahren 2024/2025 gab es erstmals keine Wiederholung.
Die Reihe wurde im 3. Fernsehprogramm des ORB bzw. später RBB ausgestrahlt. Übernommen wurde sie teilweise von anderen Dritten Programmen, der ARD und dem Dokumentationskanal Phoenix.

## Hörfunk
Als Ergänzung sendete der ORB 1994 und 1999 in seinen Programmen Antenne Brandenburg und Radio Eins täglich eine gekürzte Fassung der Originalton-Beiträge der Fernsehchronik. Weiterhin gab es Sondersendungen und "Radio Days" genannte thematische Schwerpunkte. Die Hörfunkbeiträge wurden teilweise von anderen ARD-Sendern übernommen, u. a. dem HR und dem MDR.

## Internet
Ein umfangreicher Internet-Auftritt wurde anlässlich der zweiten Ausstrahlung 1999 produziert. Er gibt einen Überblick über die Ereignisse jedes Tages, ergänzt dies mit Fotos, schriftlichen Dokumenten, Audio- und Videoausschnitten, Kurzbiographien wichtiger Personen, einem Glossar sowie einer Literaturliste. Nach den Ausstrahlungen war es dort auch möglich, über einen Chat mit einigen der Augenzeugen zu diskutieren.

## Bücher
Zeitgleich zur ersten Ausstrahlung erschienen im Ch. Links Verlag zwei Bände mit einer schriftlichen Chronik, die ausführlicher als die Fernseh- und Internetfassungen ist und bis zum 3. Oktober 1990 reicht. Diese Auflage ist jedoch im Handel vergriffen.
Die zweite Auflage von 1999 ist leicht gekürzt und enthält in nur einem Band die Ereignisse bis zum 18. März 1990.

## Videos
1994 erschien ein Schuber mit 6 VHS-Kassetten, der die gesamte ursprüngliche Fassung (7. Oktober – 18. Dezember) der Fernsehchronik enthält. Ebenso wie die ursprünglichen Buchbände ist diese Sammlung nicht mehr im Handel erhältlich.
1999 erschienen zwei VHS-Kassetten mit je 12 ausgewählten Einzelfolgen.
Am 23. Oktober 2009 erschien eine Box aus 3 DVDs mit denselben 24 ausgewählten Einzelfolgen.
Am 14. Dezember 2009 erschien eine Box mit der gesamten Serie auf 18 DVDs bei der Bundeszentrale für politische Bildung.

## Auszeichnungen
Für Chronik der Wende erhielten Wolfgang Drescher und Geri Nasarski 1995 den Adolf-Grimme-Preis.